# Bryan Autoplane
Les Bryan Autoplanes étaient trois voitures volantes expérimentales américaines, conçues au cours des années 1950 par Leland Bryan.

## Conception et développement
Leland Bryan construisit sa voiture volante (en anglais : roadable aircraft) dans le village de Milford, dans le Michigan. En tant qu'« avion pouvant prendre la route », l'appareil devait être enregistré à la fois par l'Administration aéronautique civile (Civil Aeronautics Administration, CAA) et par l'Administration des véhicules motorisés du Michigan (Michigan Motor Vehicle Administration, MMVA), avec la propulsion sur route étant assurée par la poussée produite par son hélice.
Le Bryan Model I fut construit avec une structure de fuselage en tubes d'acier soudés, les ailes d'un planeur Briegleb BG-6 et un moteur d'automobile Crosley, qui fut plus tard remplacé par un Continental de 40 ch (29,4 kW).
Le Bryan Model II avait une section centrale d'Ercoupe allongée, avec un moteur en configuration poussive (en anglais : pusher) à l'arrière de la nacelle de fuselage. La section de queue était soutenue par deux poutres jumelles. Le train d'atterrissage de l'Ercoupe était utilisé pour les utilisations routières, permettant des vitesses de 100 km/h sur la route. Pour le stockage et le roulage sur routes ouvertes, les ailes se repliaient en trois parties, grâce à deux rangées de charnières,

## Histoire opérationnelle
Le Model I reçut une autorisation de vol limitée par la CAA, dans la catégorie « experimental », parvenant à accumuler 500 miles de conduite sur route et effectuant son premier vol en 1953. Le Model II amélioré réalisa 80 heures de temps de vol et 4 000 miles de roulage avant d'être victime d'un accident de la route.
Pendant les réparations, le Model II fut reconstruit avec deux sièges, devenant le Model III dans les années 1970, recevant un moteur Continental A75 (en) ainsi que les moteurs de toit d'un cabriolet — une Chevrolet Corvair — pour étendre et rétracter les ailes. Après avoir accumulé 70 heures de temps de vol et une utilisation routière sur 1 000 miles, le Model III s'écrasa lors d'un survol à l'exposition aérienne de l'Experimental Aircraft Association de 1974, à Oshkosh, dans le Wisconsin, lorsqu'une section d'aile mal verrouillée se sépara du reste de l'appareil, tuant le concepteur.
Au moment de sa mort, Leland Bryan travaillait déjà à la conception du Model IV, basé sur un Rutan VariViggen.

## Versions
- Bryan Special : Nom alternatif pour le Model I ;
- Bryan Model I Autoplane : Première version, effectuant des essais en vol dès 1953 ;
- Bryan Model II Autoplane : Deuxième version, basée sur un fuselage d'Ercoupe et dotée d'une aile à double articulation[5] ;
- Bryan Model III Autoplane : Reconstruction du Model II après un accident de la route, doté d'une aile à articulation unique ;
- Bryan Model IV Autoplane : Version en cours de conception par Leland Bryan, au moment de sa mort à bord du Model III.

### Spécifications techniques (Model II)
Données de « Bryan's Autoplane »
Caractéristiques générales
- Équipage : 1 pilote
- Envergure : 6,86 m
- Largeur : 2,4 m (ailes repliées)
- Hauteur : 2,39 m (ailes repliées)
- Masse à vide : 327 kg
- Moteur : 1   moteur à pistons à 4 cylindres à plat refroidis par air Continental A75 (en) de 75 ch (56 kW)

 Performances 
- Vitesse maximale : 169 km/h
- Vitesse de croisière : 145 km/h
- Vitesse de décrochage : 89 km/h
- Vitesse ascensionnelle : 150 m/min
- Rapport poids-puissance : 4,36 kg/ch

### Article
: document utilisé comme source pour la rédaction de cet article.
- (en) « Roadable Aircraft », Flight International magazine, Flight Global/Archives, vol. 72, no 2541,‎ 4 octobre 1957, p. 552 (lire en ligne [PDF]).